# Nino Lomdjaria
Nino Lomdjaria, née le 15 février 1984 à Ozourguéti, est une avocate géorgienne qui sert comme Défenseur public de Géorgie de fin 2017 à fin 2022.

## Biographie
Nino Lomdjaria est née le 15 février 1984 à Ozourguéti (alors en Géorgie soviétique). Elle reçoit un diplôme en loi de l'université d'État de Tbilissi en 2006, puis de l'université Washington de Saint-Louis aux États-Unis en 2011.
- 2003-2004 : Centre d'assistance légale auprès de l'Association des jeunes avocats géorgiens (GYLA) ;
- 2005-2007 : avocate auprès de la GYLA ;
- 2008-2010 : coordinatrice électorale auprès de la GYLA ;
- 2011 : professeur adjointe à l'université Washington de Saint-Louis ;
- 2014-2015 : professeur invitée à l'université d'État Ilia ;
- 2011-2015 : directrice exécutive de la Société internationale pour des élections et une démocratie équitables (ISFED) ;
- 2015-2016 : secrétaire générale du Réseau des organisations européennes de surveillance
- 2016 : consultante aux affaires légales et électorales de l'ISFED ;
- 2016-2017 : Première sous-vérificatrice générale de Géorgie ;
- Depuis 2017 : professeur invitée à l'université de Géorgie ;
- 2017-2022 : Défenseur public de Géorgie[1].

## Publications
- (ka) Nino Lomdjaria, თავისუფლების დღიურები - 2012 [Journal de liberté - 2012], Tbilissi, Radio Tavisupleba,‎ 2013, 206 p.